# Opisthoxia cluana
Opisthoxia cluana är en fjärilsart som beskrevs av Druce 1900. Opisthoxia cluana ingår i släktet Opisthoxia och familjen mätare. Inga underarter finns listade i Catalogue of Life.